# اکالیپتوس بزرگ
اکالیپتوس بزرگ (نام علمی: Eucalyptus major) نام یک گونه از سرده اوکالیپتوس است.